# Puntos de vista religiosos de George Washington

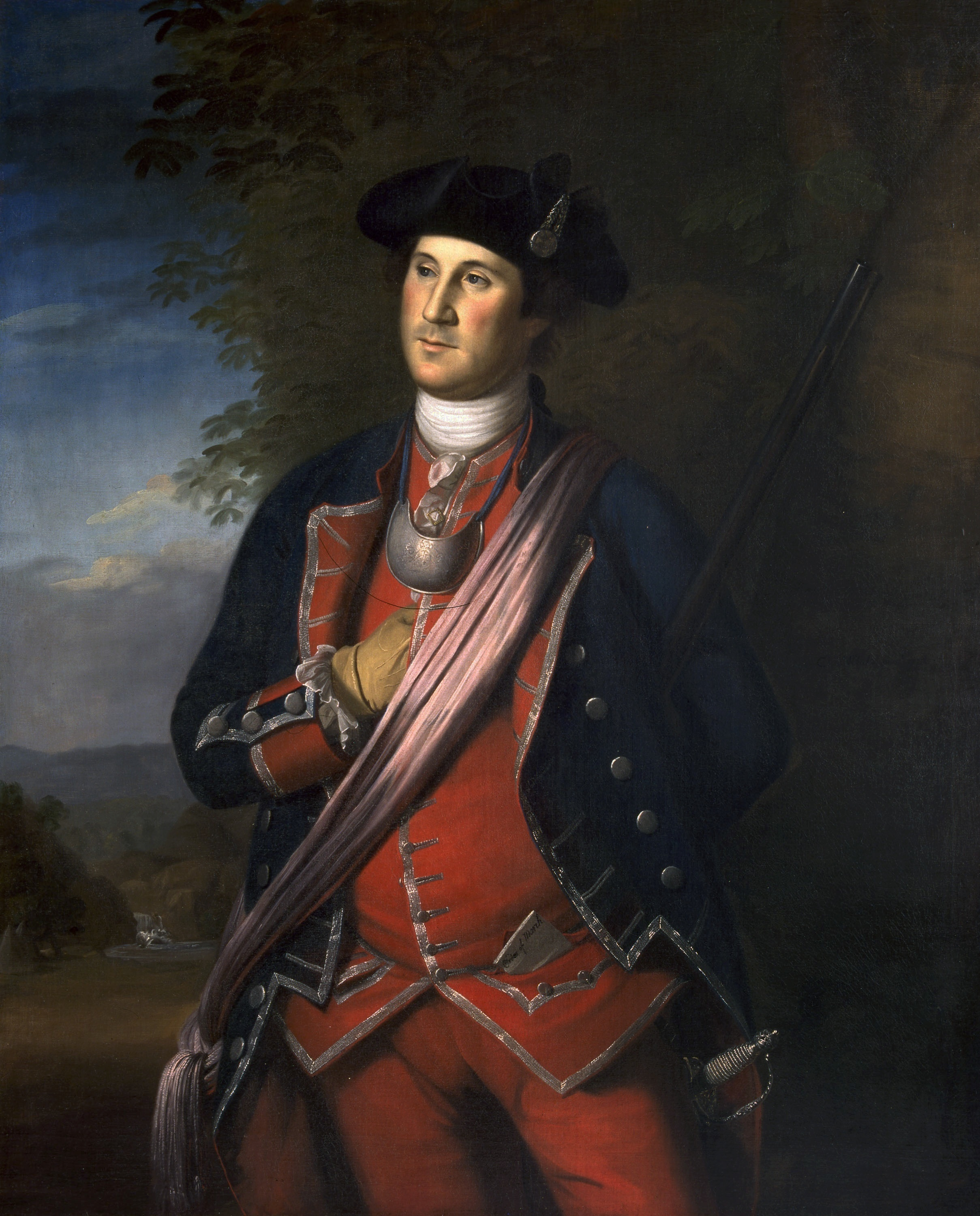
Este, el primer retrato de Washington, fue pintado en 1772 por Charles Willson Peale y muestra a Washington en uniforme como coronel del Regimiento de Virginia. El original cuelga en Lee Chapel en Washington and Lee University en Lexington, Virginia.

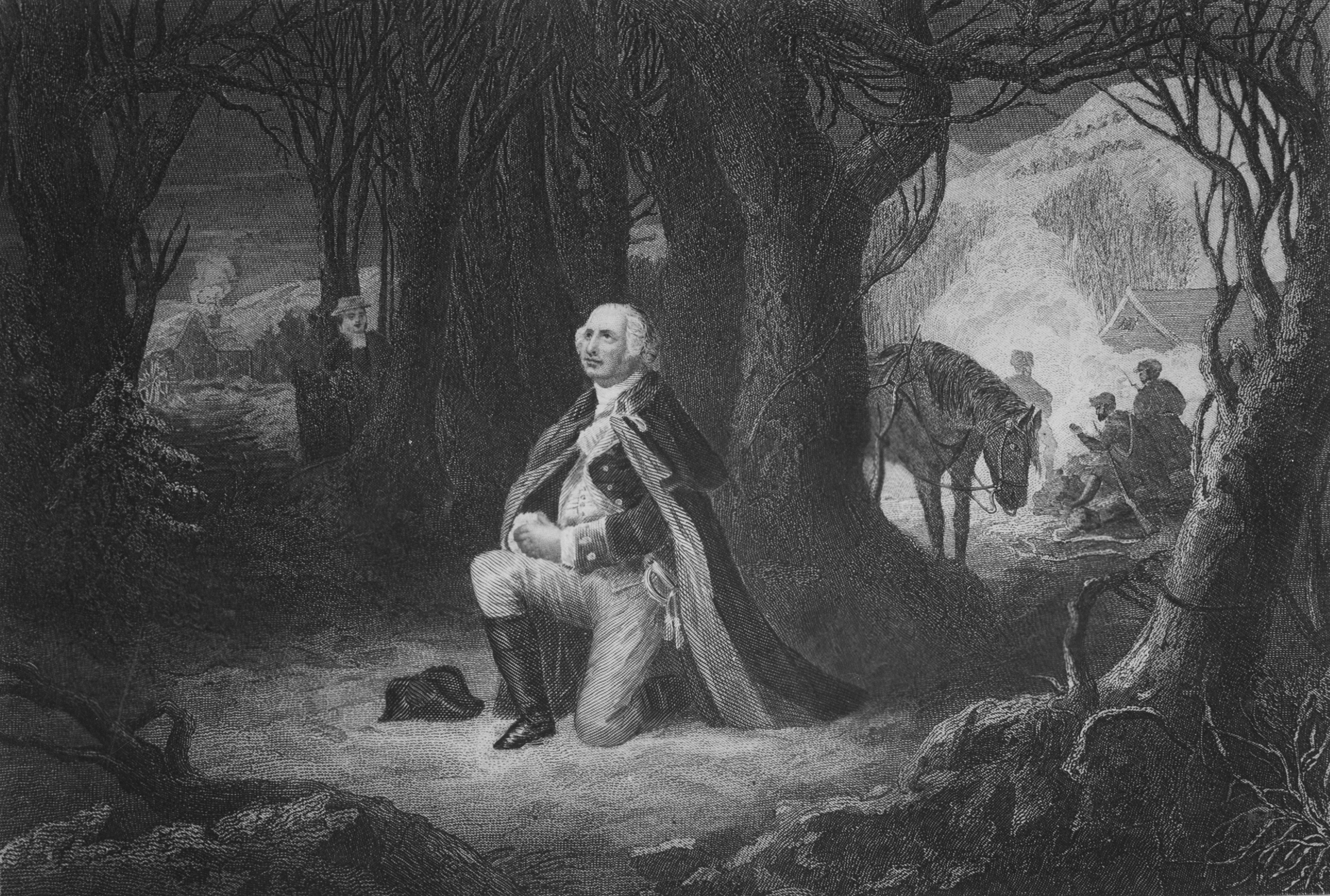
Este grabado de 1866 muestra a Washington rezando en Valley Forge. En 1918, la Comisión del Parque Valley Forge se negó a erigir un monumento a la oración porque no pudieron encontrar evidencia de que el evento hubiera ocurrido. En 1945, la Sociedad Histórica de Valley Forge publicó un artículo en el que el escritor presenta los relatos del supuesto incidente y, si bien reconoce que los registros de segunda mano de la tradición "carecen... de la autenticación con la que el historiador busca monumento su grabaciones con toda la solemnidad de un hecho establecido", pregunta retóricamente si es irrazonable creer que el evento pudo haber ocurrido.

Los puntos de vista religiosos de George Washington se han debatido durante mucho tiempo. Mientras que algunos de los otros Padres Fundadores de los Estados Unidos, como Thomas Jefferson, Benjamin Franklin, y Patrick Henry, se destacaron por escribir sobre religión, Washington rara vez discutía sus puntos de vista religiosos y filosóficos.
Washington asistió a la Iglesia Anglicana durante toda su vida y fue bautizado cuando era un bebé. Fue miembro de varias iglesias a las que asistió, y sirvió como miembro de la junta parroquial anglicana y director de iglesia durante más de quince años, cuando Virginia tenía una iglesia establecida. De joven también se unió a los masones, que también promovía valores espirituales y morales para la sociedad. Sus cartas personales y discursos públicos a veces se referían a la "Providencia", un término para Dios usado tanto por cristianos como por deístas.

## Afiliaciones anglicanas
El tatarabuelo de Washington, Lawrence Washington, fue un rector anglicano en Inglaterra.
George Washington fue bautizado en la infancia en la Iglesia de Inglaterra, que, hasta 1776, fue la iglesia establecida (religión estatal) de Virginia. Como adulto, Washington se desempeñó como miembro de la saristía (consejo laico) de su parroquia local. En la Virginia de la época colonial, las cualificaciones para ocupar cargos en todos los niveles, incluida la Cámara de burgueses, para la que Washington fue elegido en 1758, requerían la afiliación a la religión estatal actual y un compromiso que uno no expresaría disidencia ni haría nada que no se ajustara a la doctrina de la iglesia. En la biblioteca de la Sociedad Histórica de Nueva York, algunos manuscritos que contenían una hoja del registro eclesiástico de Pohick estaban disponibles para Benson Lossing, un historiador estadounidense, que incluyó en su Libro de campo de la revolución. ; la hoja contenía el siguiente juramento firmado, requerido para calificar a las personas como miembros de la junta parroquial:

Yo, declaro que seré conforme a la Doctrina y Disciplina de la Iglesia de Inglaterra, según lo establece la ley.

1765. 20 de mayo.—Thomas Withers Coffer, Thomas Ford, John Ford.

Washington se desempeñó como miembro de la junta parroquial o alcaide durante más de 15 años. La Junta Parroquial de Virginia era el órgano rector de cada iglesia.
Como el monarca británico es el Gobernador Supremo de la Iglesia de Inglaterra, y su clero hace un Juramento de Supremacía al monarca, las iglesias estadounidenses establecieron la Iglesia Episcopal en los Estados Unidos de América después de la Revolución Americana. El Estatuto de Virginia para la Libertad Religiosa (1786) desestableció la Iglesia, aunque retuvo algunas tierras que habían sido compradas con dinero público. (Las denominaciones que comparten la tradición de la Iglesia de Inglaterra están asociadas a través de la Comunión Anglicana).

## Asistencia a servicios religiosos
Washington pagó bancos en varias iglesias. El reverendo Lee Massey, su pastor, escribió: "Nunca conocí a un asistente tan constante en la iglesia como Washington". Sin embargo, los diarios personales de Washington indican que él no asistía regularmente a los servicios mientras estaba en casa en Mount Vernon, pasando la mayoría de los domingos escribiendo cartas, haciendo negocios, cazando zorros o haciendo otras actividades. El biógrafo Paul Leicester Ford escribió:

Su diario "dónde y cómo paso mi tiempo" cuenta con qué frecuencia asistía a la iglesia, y en el año 1760 fue dieciséis veces, y en 1768 fue catorce.

Mientras estuvo en Mount Vernon, su primera parroquia fue la Iglesia Pohick, de Mt. Vernon; su segunda parroquia en Alexandria estaba lejos.
Cuando viajaba, particularmente por asuntos políticos, era más probable que asistiera a los servicios de la iglesia. En los siete domingos durante el Primer Congreso Continental en Filadelfia, fue a la iglesia en tres ocasiones, asistiendo a servicios anglicanos, cuáqueros y católicos. Durante sus giras por la nación en sus dos mandatos como presidente, asistió a los servicios religiosos en cada ciudad, a veces con una frecuencia de tres servicios en un día.

## Comunión
El registro de Washington recibiendo comunión fue irregular. Los ministros de cuatro de las iglesias a las que Washington a menudo asistía escribieron que regularmente dejaba los servicios antes de la comunión.
Después de la ceremonia religiosa y el servicio de púlpito, Washington, junto con la congregación en general, saldría de la iglesia, dejando a su esposa Martha con los comulgantes para recibir la comunión. En un caso definitivo, un pastor James Abercrombie de St. Peter's Episcopal Church, en Filadelfia, se opuso al advenimiento y, considerándolo su deber, dijo en uno de sus sermones que estaba descontento de ver que las personas en posiciones elevadas no daban ejemplo al recibir la comunión. Más tarde admitió que el comentario estaba destinado al presidente y, de hecho, Washington había asumido que el comentario estaba dirigido a él. Más tarde, Washington discutió el incidente con un congresista en una cena y le contó que había honrado al predicador por su integridad y franqueza, y que nunca había considerado que su ejemplo fuera de alguna influencia. Washington, que nunca fue comulgante, sintió que si iba a comenzar, sería visto como una exhibición ostentosa de un presidente que hace alarde de su religión únicamente motivado por los comentarios del pastor. El historiador Paul F. Boller sugiere que Washington, un hombre que había ayudado a promover una gran guerra, se abstuvo de recibir la comunión por la idea de que su corazón y su mente no estaban en "las condiciones adecuadas para recibir el sacramento", y que Washington simplemente lo hizo. no quería entregarse a algo que consideraba un acto de hipocresía de su parte. Tras el incidente se cree que Washington dejó por completo de asistir a esa iglesia los domingos de comunión.
En 1915, el bisnieto de Elizabeth Schuyler Hamilton informó que su abuela dijo, cuando tenía 97 años (alrededor de 1854): "Si alguien alguna vez te dice que George Washington no era comulgante en la Iglesia, dices que tu bisabuela te dijo que dijeras que ella 'se había arrodillado en este presbiterio a su lado y recibido con él la Sagrada Comunión'".
No obstante, tampoco era raro en esos días que los feligreses dejaran de participar en la comunión.

## Bautismo
Como se señaló anteriormente, Washington fue bautizado como un bebé en la Iglesia de Inglaterra (Iglesia Anglicana), en abril de 1732.
Durante la Guerra Revolucionaria se ha sugerido que Washington fue nuevamente bautizado por el Bautista capellán del Ejército Continental John Gano en Valley Forge. El biógrafo de Washington Rupert Hughes determinó que el reverendo Gano sirvió con el ejército de George Clinton, no con el de Washington, que la ubicación a veces se da como Valley Forge y a veces como Río Potomac, que no hay documentación de que Gano haya estado alguna vez en Valley Forge, que no hay nada en la propia correspondencia de Gano o en su biografía que sugiera que el evento tuvo lugar, y que ninguno de los 42 testigos reputados nunca documentó el evento .
En el William Jewell College en Liberty, Missouri hay una pintura de Gano bautizando a Washington. La escuela no se pronuncia sobre si el bautismo de Washington realmente tuvo lugar.[cita requerida]
El propio Washington fue padrino en el bautismo de varios niños, entre ellos su sobrina Frances Lewis, sus sobrinos Fielding Lewis y Charles Lewis, Catharine Van Rensselaer (hija de Philip Schuyler), George Washington Colfax (hijo de William Colfax) y Benjamin Lincoln Lear (hijo de Tobias Lear).

## Escritos y discursos públicos
Washington usó la palabra "Dios" 146 veces en sus escritos personales y públicos, muchos de los cuales fueron en sus discursos públicos.  y mientras que algunos solían usar frases como "gracias a Dios", "Dios sabe", "por el amor de Dios" o "¡Dios mío!" hay muchos otros ejemplos en los que Washington usó expresiones reflexivas acerca de Dios y Su Providencia.
Desde su Cuartel General en Nueva York, el 9 de julio de 1776, Washington emitió una Orden General que decía, en la parte pertinente, "La bendición y protección del Cielo son necesarias en todo momento, pero especialmente en tiempos de angustia y peligro público—El General espera y confía en que todo oficial y hombre se esforzará por vivir y actuar como corresponde a un soldado cristiano que defiende los más queridos derechos y libertades de su país". A lo largo de su vida, Washington habló del valor de la rectitud y de buscar y dar gracias por las "bendiciones del cielo". Washington a menudo hablaba de "Providencia". El historiador y filósofo Católico Michael Novak escribe que los laicos anglicanos de ese período rara vez invocaban el nombre de Jesucristo. La referencia más famosa se encuentra en una carta de 1779 a una delegación de nativos americanos. La carta estaba escrita a mano por un ayudante, y los principales biógrafos, incluidos Chernow, Henriques y Freeman, dicen que la escribió el ayudante, no Washington:
Haces bien en querer aprender nuestras artes y modos de vida, y sobre todo, la religión de Jesucristo. Estos te harán un pueblo más grande y más feliz de lo que eres. El Congreso hará todo lo posible para ayudarlo en esta sabia intención; y atar tan fuerte el nudo de la amistad y la unión, que nada pueda jamás desatarlo.
Washington se refirió a Jesucristo como el "autor divino de nuestra bendita religión" en su "Carta circular a los gobernadores" de 1783 en la siguiente oración:
"Hago ahora mi ferviente oración, que Dios te tenga a ti, y al Estado que presides, en su santa protección, que incline los corazones de los ciudadanos a cultivar un espíritu de subordinación y obediencia al gobierno, para entretener un afecto fraternal y amor mutuo, por sus conciudadanos de los Estados Unidos en general, y en particular por sus hermanos que han servido en el campo, y finalmente, que le complacería muy amablemente disponernos a todos, para hacer justicia , amar la misericordia, y rebajarnos con esa Caridad, humildad y temperamento pacífico, que fueron las Características del Divino Autor de nuestra bendita Religión, y sin una humilde imitación de cuyo ejemplo en estas cosas, nunca podemos esperar alcanzar sea una Nación feliz."
Cuando el Congreso Continental autorizó un día de ayuno en 1778, Washington dijo a sus soldados:

Habiendo creído oportuno el Honorable Congreso recomendar a los Estados Unidos de América que se apartase el miércoles 22. instante a ser observado como un día de Ayuno, Humillación y Oración, para que a la vez y con una sola voz se reconozcan las justas dispensaciones de la Providencia y se suplique e implore Su Bondad y Misericordia para con nosotros y nuestros Brazos; Manda el General que este día también se observe religiosamente en el Ejército, que no se haga ningún trabajo en él y que los Capellanes preparen discursos adecuados a la Ocasión.

Washington creía en la importancia de la religión para el gobierno republicano. Su discurso de despedida de 1796, escrito por Alexander Hamilton y revisado por él mismo, decía que no era realista esperar que toda una nación, sin importar lo que se pudiera decir de las mentes de estructura peculiar, podría ser moral sin religión durante mucho tiempo, que la moralidad nacional es necesaria para un buen gobierno, y que los políticos deberían apreciar el apoyo de la religión a la moralidad nacional:
De todas las disposiciones y hábitos que conducen a la prosperidad política, la Religión y la Moralidad son apoyos indispensables. En vano reclamaría el tributo del Patriotismo aquel hombre que se afanara en subvertir estos grandes pilares de la felicidad humana, estos puntales más firmes de los deberes de Hombres y Ciudadanos. El mero político, al igual que el hombre piadoso, debe respetarlos y apreciarlos. Un volumen no podría rastrear todas sus conexiones con la felicidad privada y pública. Que se pregunte simplemente, ¿Dónde está la seguridad de la propiedad, de la reputación, de la vida, si el sentido de la obligación religiosa abandona los juramentos, que son los instrumentos de investigación en los Tribunales de Justicia? Y entreguemos con cautela la suposición de que la moralidad puede mantenerse sin religión. Independientemente de lo que pueda concederse a la influencia de la educación refinada en las mentes de estructura peculiar, la razón y la experiencia nos impiden esperar que la moralidad nacional pueda prevalecer con exclusión del principio religioso. Es sustancialmente cierto que la virtud o la moralidad es un resorte necesario del gobierno popular. La regla, en efecto, se extiende con mayor o menor fuerza a todas las especies de gobierno libre. ¿Quién, que sea un amigo sincero de ella, puede mirar con indiferencia los intentos de sacudir los cimientos del tejido?
Washington rechazó una oración adicional, también escrita por Alexander Hamilton, con un sentimiento más fuerte: "¿No requiere [la moralidad nacional] la ayuda de una religión generalmente recibida y divinamente autorizada?"
Durante décadas, a Washington se le atribuyó el inicio de la tradición de agregar las palabras "que Dios me ayude" al juramento inaugural presidencial, aunque los expertos de la Biblioteca de Congreso, el U.S. Oficina Histórica del Senado, y Mount Vernon han dicho que no hay evidencia para respaldar esa afirmación. Ninguno de los relatos detallados de testigos oculares contemporáneos de la primera toma de posesión mencionó que Washington había usado esa expresión, y no forma parte del texto del juramento inaugural prescrito por la Constitución. Los primeros autores en afirmar que Washington agregó las palabras fueron Rufus Wilmot Griswold en 1854 y Washington Irving en 1857. (Según la Biblioteca del Congreso, el primer uso documentado de esa frase durante una toma de posesión fue por parte del presidente Chester Arthur, casi un siglo después de la primera toma de posesión de Washington.)
En su primer discurso inaugural, Washington enfatizó su creencia de que la nueva nación "estaba bajo la agencia especial de la Providencia".
Washington hizo varias declaraciones como General del Ejército que mencionaron la religión. Sparks cita las órdenes dadas por el general Washington a su ejército para que cumplan con sus deberes religiosos e "imploren la bendición del cielo" sobre el ejército estadounidense.
Al principio de su presidencia, a pedido del Congreso, emitió la primera Proclamación Nacional de Acción de Gracias el 3 de octubre de 1789. La proclamación fue enviada a los gobernadores de los estados y asigna el día en que "la gente de estos Los Estados" se dedican al servicio de "ese Ser grande y glorioso que es el autor benéfico de todo el bien que fue, que es y que será". Insta a la gente del joven país a expresar su gratitud a Dios por: su protección hacia ellos durante la Guerra Revolucionaria y la paz que han experimentado desde entonces; por permitir que la Constitución se componga de una "manera pacífica y racional"; por la "libertad civil y religiosa" que poseían; y "en general, por todos los grandes y diversos favores que ha querido conferirnos". La proclama también establece que "es deber de todas las naciones reconocer la providencia de Dios Todopoderoso, obedecer su voluntad, agradecer sus beneficios e implorar humildemente su protección y favor". Termina llamando al pueblo de los Estados Unidos a la oración ya suplicar a Dios "que perdone nuestras transgresiones nacionales y de otro tipo"; permitir que el gobierno nacional sea sabio y justo; para "proteger y guiar" a todas las naciones; promover "la verdadera religión y la virtud, y el aumento de la ciencia"; y "conceder a toda la humanidad el grado de prosperidad temporal que sólo Él sabe que es el mejor".

## Escritos privados
En sus cartas a los jóvenes, particularmente a sus hijos adoptivos, Washington les instó a la verdad, el carácter, la honestidad, pero dijo poco o nada relacionado con elementos específicos de la práctica religiosa. Los analistas que han estudiado los documentos de Washington en poder de la Biblioteca del Congreso dicen que su correspondencia con la Logia Masónica está llena de referencias al "Gran Arquitecto del Universo".
Las oraciones que se dice que compuso él en su vida posterior están muy editadas. Un libro inacabado de oraciones cristianas atribuido a él (cuando era joven) por un coleccionista (alrededor de 1891) fue rechazado por Worthington C. Ford, editor de una edición de los periódicos de Washington, y la Institución Smithsonian para falta de autenticidad. Las comparaciones con los documentos que escribió Washington muestran que no está escrito a mano.
En una carta a George Mason en 1785, escribió que él no estaba entre los alarmados por un proyecto de ley "haciendo que la gente pague por el apoyo de esa [religión] que profesan", pero sintió que era "político". aprobar tal medida, y deseó que nunca se hubiera propuesto, creyendo que perturbaría la tranquilidad pública.

## Apoyo a la tolerancia religiosa
Washington sostuvo que todas las religiones y casi todas las prácticas religiosas eran beneficiosas para los humanos. En algunas ocasiones, como durante la Convención Constituyente, asistió a los servicios dominicales del Presbiteriano, Católica y Cuáqueros.

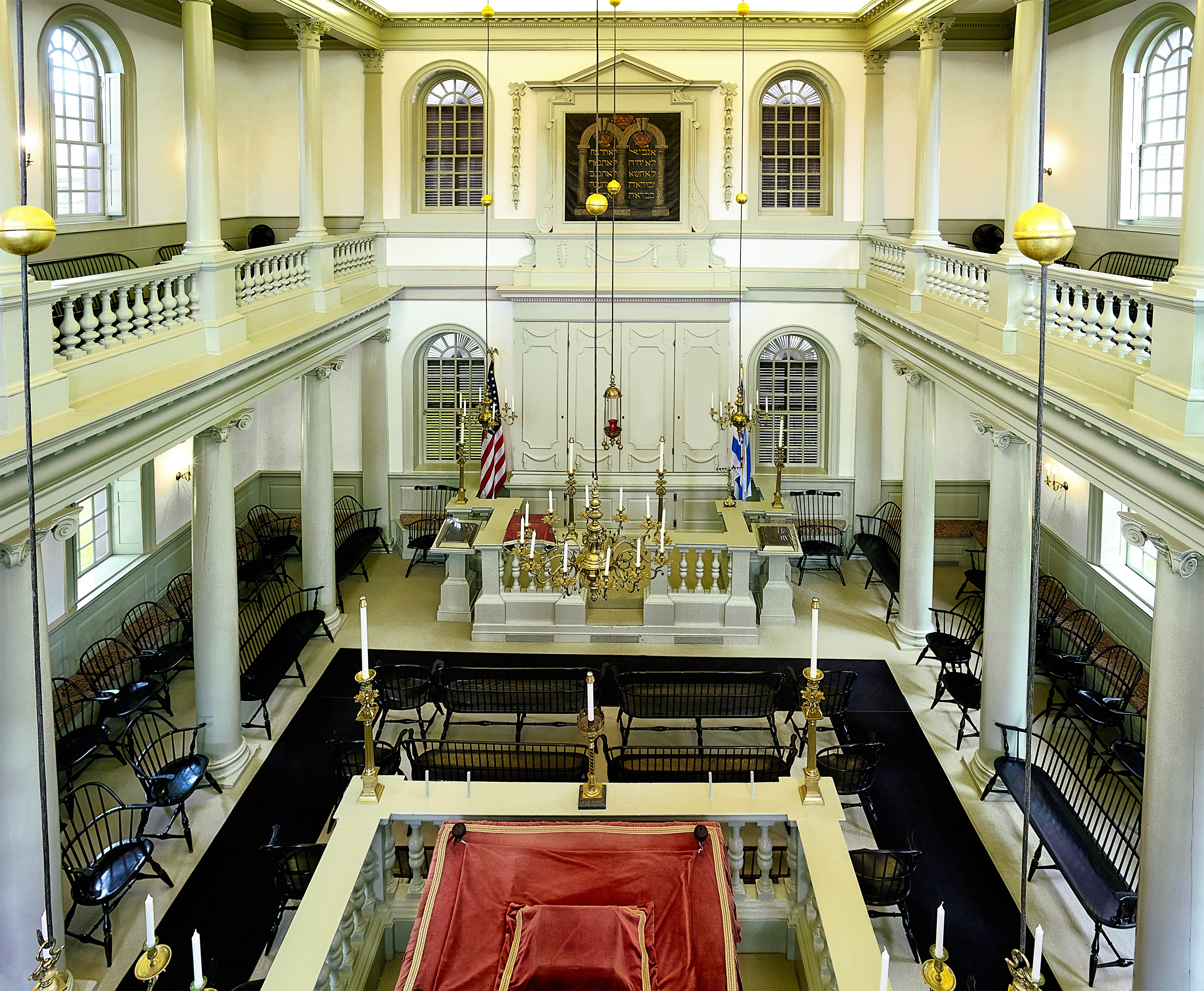
Interior de la Sinagoga de Touro, donde Washington dirigió su famosa carta en apoyo de la libertad de religión en los Estados Unidos

Washington fue uno de los primeros partidarios de la tolerancia religiosa y la libertad de religión. En 1775, ordenó que sus tropas no mostraran sentimientos anticatólicos al quemar la efigie del Papa en Guy Fawkes Night.
Washington era un oficial de la Masones, una organización que, en el momento en que vivía Washington, exigía que sus miembros "nunca fueran un ateo estúpido ni un libertino irreligioso". lo que significaba que debían creer en Dios, independientemente de otras convicciones o afiliaciones religiosas.
Algunos biógrafos opinan que muchos de los Padres Fundadores de Estados Unidos (y especialmente Washington) creían que, como líderes de la nación, deberían permanecer en silencio sobre cuestiones de doctrina y denominación, para evitar crear divisiones innecesarias dentro de la nación; en cambio, deberían promover las virtudes enseñadas por la religión en general.

### Tolerancia
Al adquirir trabajadores para Mount Vernon, le escribió a su agente: "Si son buenos trabajadores, pueden ser de Asia, África o Europa; pueden ser mahometanos, judíos o cristianos de cualquier secta, o pueden ser ateos".

#### Carta a la Congregación Hebrea en Newport, Rhode Island
En 1790, Washington expresó su apoyo a la tolerancia religiosa donde en una Sinagoga de Touro a la Congregación Hebrea en Newport, Rhode Island, declaró, “Que los Hijos del Linaje de Abraham, que moran en esta tierra, continúen mereciendo y disfrutando la buena voluntad de los demás Habitantes; mientras cada uno se siente seguro bajo su propia vid e higuera, y no haya nadie para que tenga miedo". La frase "bajo su propia vid e higuera" es de la Biblia hebrea (Miqueas 4:4).
Washington también escribió otras dos cartas a las comunidades judías.

## Relatos de testigos oculares
Existen relatos de testigos presenciales de Washington participantes en devocionales matutinos. Jared Sparks apareció el siguiente relato del sobrino de Washington, George W. Lewis: "El Sr. Lewis dijo que había presenciado accidentalmente las devociones privadas [de Washington] en su biblioteca tanto por la mañana como por la noche; que en esas ocasiones lo había visto en una posición arrodillada con una Biblia abierta delante de él y que él creía que esa había sido su práctica diaria". Sparks también informa que la hija adoptiva de Washington, Nelly Custis-Lewis, en respuesta a su solicitud de información sobre las opiniones religiosas de Washington, escribió: "Asistía a la iglesia en Alexandria cuando el clima y las carreteras permitían un viaje de diez millas (un viaje de ida de 2 a 3 horas a caballo o en carruaje). En Nueva York y Filadelfia nunca omitió asistir a la iglesia por la mañana, a menos que lo detuviera una indisposición [enfermedad] ". Continuó diciendo: "Nadie en la iglesia asistió a los servicios con más respeto reverencial". Añadió: "Debería haber pensado que era la mayor herejía dudar de su firme creencia en el cristianismo. Su vida, sus escritos, prueban que era cristiano. No era uno de los que actúan o rezan para ser vistos". hombres." Para terminar, Nelly intentó responder a la pregunta de si el general Washington era cristiano. Ella respondió: "¿Es necesario que alguien certifique que 'el general Washington se declaró creyente en el cristianismo?' También podemos cuestionar su patriotismo, su devoción heroica y desinteresada por su país. Sus lemas eran hechos, no palabras, y por Dios y mi Patria".
Durante la Guerra Revolucionaria, el general Robert Porterfield declaró que "lo encontró de rodillas, ocupado en sus devociones matutinas". Alexander Hamilton corroboró el relato de Porterfield, afirmando que "tal era su hábito más constante". Un ciudadano francés que conoció bien a Washington durante la Guerra Revolucionaria y la presidencia declaró: "Todos los días del año, se levanta a las cinco de la mañana; tan pronto como se levanta, se viste y luego reza con reverencia a Dios". De hecho, Washington había comprado un libro de oraciones "con la Nueva Versión de los Salmos y un buen tipo sencillo" unos años antes de la Guerra Revolucionaria.
El 1 de febrero de 1800, pocas semanas después de la muerte de Washington, Thomas Jefferson hizo la siguiente entrada en su diario, con respecto a un incidente con motivo de la salida de Washington del cargo:
Dr. Rush me dice que lo supo de Asa Green que cuando el clero se dirigió a Genl. Washington a su salida del gobierno, se observó en su consulta que nunca en ninguna ocasión había dicho una palabra al público que mostrara una creencia en la religión Xn y pensaron que deberían escribir su dirección como para forzarlo a largo plazo. declarar públicamente si era cristiano o no. Así lo hicieron. Sin embargo, observó que el viejo zorro era demasiado astuto para ellos. Respondió a todos los artículos de su dirección en particular, excepto a ese, que pasó por alto sin previo aviso. Rush observa que nunca dijo una palabra sobre el tema en ninguno de sus documentos públicos, excepto en su carta de despedida a los gobernadores de los estados cuando renunció a su cargo en el ejército, en la que habla de la influencia benigna de la religión cristiana.
Sé que Gouverneur Morris, que pretendía estar en sus secretos y creía serlo, me ha dicho a menudo que Genl. Washington no creía más en ese sistema que él mismo.
En la década de 1840, abolicionista periódico imprimió entrevistas y testimonios de Oney Judge, un esclavo que escapó de Washington en 1796. Uno de esos artículos, del Granite Freeman, declaró: "nunca escuchó orar a Washington, y no cree que él estuviera acostumbrado. La Sra. Washington solía leer oraciones, pero yo no llamo a eso orar". (Debe tenerse en cuenta que leer oraciones impresas es una práctica típica del anglicano.) En otro caso, el reverendo Benjamin Chase, en una carta a  The Liberator, escribió que "Ella dice que las historias contadas sobre la piedad y las oraciones de Washington, en la medida en que ella vio u escuchó mientras era su esclava, no tienen fundamento. Juegos de cartas y vino- beber era el negocio en sus fiestas, y tenía más de esa compañía los domingos que en cualquier otro día ". En ambos casos, estas declaraciones tenían la intención de menospreciar el carácter de Washington, ya que había tenido esclavos; por ejemplo, Chase continúa: "No menciono esto como muestra, en mi opinión, de su carácter anticristiano, tanto como el mero hecho de ser propietario de esclavos, y ni una centésima parte como tratando de secuestrar a esta mujer; pero, en la mente de la comunidad, pesará infinitamente más”.

## Deísmo y puntos de vista académicos
Incluso durante su vida, la gente no estaba segura del grado en que Washington creía en el cristianismo. Como se señaló anteriormente, algunos de sus contemporáneos lo llamaron deísta. El debate continúa hasta el día de hoy con respecto a si es mejor categorizarlo como deísta o cristiano, y algunos escritores han introducido otros términos para describir una combinación de los dos.
El deísmo fue una cosmovisión influyente durante su vida. No hay registro conocido de que Washington haya usado alguna vez "Jesús" o "Cristo" en escritos o discursos privados o públicos. Un documento que firmó pero que no escribió decía a los jefes indios de Delaware que aprender la "religión de Jesucristo" es lo más importante que pueden hacer. Además, Washington usó "Dios" 146 veces en sus escritos personales y públicos. Algunas de estas referencias a "Dios" son frases comunes como "Dios no lo quiera" o "Dios esté contigo". Algunos ejemplos son expresiones serias acerca de Dios y especialmente de Su intervención divina en los asuntos de la humanidad, comúnmente conocida como Providencia. Washington usó palabras como "Gran Arquitecto" y "Providencia" que eran populares entre algunos deístas. Estos términos también fueron utilizados comúnmente por los masones. Si bien los deístas y los francmasones usaron estas palabras, palabras como "Providencia" específicamente no fueron utilizadas exclusivamente por los deístas y los francmasones, sino que también las usaron los cristianos durante el período de tiempo de Washington.
El historiador Fred Anderson dice que la Providencia de Washington era, "un ser generalmente benévolo, así como omnipotente, omnipresente y omnisciente, pero difícilmente era el tipo de Dios cálido y amoroso abrazado por los evangélicos". protestantes".
Paul F. Boller, Jr. declaró: "Washington no era infiel, si por infiel se entiende incrédulo. Washington tenía una fe incuestionable en la Providencia y, como hemos visto, expresó esta fe públicamente en numerosas ocasiones. Que esto no era una mera retórica". por su parte, diseñado para el consumo público, se desprende de sus constantes alusiones a la Providencia en sus cartas personales. Hay muchas razones para creer, a partir de un análisis cuidadoso de las referencias religiosas en su correspondencia privada, que la confianza de Washington en un Gran Diseñador a lo largo de Las líneas Deist estaban tan profundamente arraigadas y significativas para su vida como, por ejemplo, Ralph Waldo Emerson la confianza serena en un Espíritu Universal que impregna las apariencias siempre cambiantes del mundo cotidiano".
David L. Holmes, autor de La Fe de los Padres Fundadores, en un artículo de la barra lateral para Britannica categoriza a Washington como un deísta cristiano. Su uso de esta categoría implica una especie de espectro religioso para el deísmo. Holmes también distingue entre deístas estrictos y cristianos ortodoxos por su asistencia a la iglesia, participación en ritos religiosos (como el bautismo, la Sagrada Comunión y la confirmación), el uso de lenguaje religioso y opiniones de la familia contemporánea, amigos, clérigos y conocidos. Con respecto a estos parámetros específicos, Holmes describe a Washington como un deísta cristiano debido a que su comportamiento religioso se encuentra en algún lugar entre el de un cristiano ortodoxo y un deísta estricto. Aunque Washington claramente no era comulgante, asistía poco a la Iglesia y no consideraba necesario participar en ritos religiosos, Holmes lo etiqueta como un deísta cristiano debido a sus referencias de Dios, que se asemejan a una terminología deísta estricta pero agregan un cristiano. dimensión de la misericordia y de la naturaleza divina. Además, Holmes afirma que la "dedicación al cristianismo de Washington estaba clara en su propia mente", lo que implica que el propio autoanálisis religioso de Washington debería considerarse al menos tan digno de mención como el de los críticos que afirman que no era ortodoxo.
El historiador y especialista en Washington Frank E. Grizzard, Jr. destaca la "Providencia" como la característica central de la fe religiosa de Washington, y señala que "Providencia" era el término más utilizado por Washington para referirse a Dios.
Las cualidades atribuidas a la Providencia por Washington revelan que él concebía a la Providencia como un Ser "Omnipotente", "benigno" y "benéfico" que por "obras invisibles" en "Sabiduría Infinita" impartía justicia en los asuntos de la humanidad.
En 2006 Peter Lillback, el presidente del Seminario Teológico de Westminster, publicó un extenso libro a través de su propia organización sin fines de lucro sobre el tema de las creencias religiosas de Washington. El libro, el fuego sagrado de George Washington, propuso que Washington era un cristiano ortodoxo dentro del marco de su tiempo; ganó atención a través de la promoción en el programa de Glenn Becks. Lillback afirma que refutó la hipótesis deísta. Lillback ha explicado más recientemente que la evidencia no disponible para los historiadores anteriores muestra que Washington se refirió a sí mismo con frecuencia usando las palabras "ardiente", "ferviente", "piadoso" y "devoto". Hay más de cien oraciones diferentes compuestas y escritas por Washington de su propia mano, con sus propias palabras, en sus escritos... Aunque nunca usó la palabra "Deísta" en sus voluminosos escritos, a menudo mencionaba la religión, el cristianismo. , y el Evangelio... A los historiadores ya no se les debe permitir hacer la prestidigitación de convertir a Washington en un deísta, incluso si lo consideraran necesario y aceptable en el pasado. En pocas palabras, es hora de dejar que las palabras y los escritos de la fe de Washington hablen por sí mismos.
El biógrafo Barry Schwartz ha declarado que la "práctica del cristianismo de Washington era limitada y superficial, porque él mismo no era cristiano. En la tradición ilustrada de su época, era un deísta devoto, tal como sospechaban muchos de los clérigos que lo conocieron".
Dos libros que exploran las creencias religiosas de Washington—Realistic Visionary de Peter Henriques, y Faith and the Presidency de Gary Scott Smith—ambos categorizan a Washington como un racionalista teísta que se describe como un sistema de creencias híbrido en algún lugar entre el deísmo estricto y el cristianismo ortodoxo, con el racionalismo como elemento predominante.
No se sabe que el término en sí haya estado en uso durante la vida de Washington.
El historiador y filósofo Católico Michael Novak sostiene que Washington no pudo haber sido estrictamente deísta, sino cristiano:
Lo que probamos, y de manera bastante concluyente, es que a Washington no se le puede llamar deísta, al menos, no en un sentido que excluya que sea cristiano. Aunque la mayoría de las veces se dirigía a Dios con los nombres propios que un deísta podría usar, como "Autor de todo lo bueno que fue, es o será" y "Disponedor de todos los eventos humanos", las acciones que Washington esperaba que Dios hiciera. realizar, expresadas tanto en sus oraciones públicas oficiales (ya sea como general o como presidente) como en sus oraciones privadas registradas, son el tipo de acciones que solo el Dios de la Biblia realiza: interponer sus acciones en los eventos humanos, perdonar los pecados, iluminar las mentes, traer buenas cosechas, intervenir en nombre de una parte en una lucha entre el bien y el mal (en este caso, entre la libertad y la privación de la libertad), etc. Muchas personas a fines del siglo XVIII eran tanto cristianas como deístas. Pero no se puede decir, en el sentido simple en que los historiadores se han acostumbrado a ponerlo, que Washington era simplemente un deísta, o incluso que se esperaba que el Dios al que rezaba se comportara como un Dios deísta.
El biógrafo Ron Chernow, autor del libro ganador del Premio Pulitzer, Washington: A Life, ha reconocido el profundo papel que desempeñó el cristianismo en la vida de Washington a través de la iglesia anglicana/episcopaliana de Virginia del siglo XVIII:

Ha habido una gran controversia, por decirlo suavemente, sobre las creencias religiosas de Washington. Antes de la Guerra Revolucionaria era anglicano de la Iglesia de Inglaterra;– lo que significa que después de la guerra, era episcopal. Entonces, él era claramente cristiano...

Era intensamente religioso, porque aunque usa la palabra Providencia, constantemente ve a la Providencia como una fuerza activa en la vida, particularmente en la vida estadounidense. Quiero decir, cada victoria en la guerra se la atribuye a la Providencia. El milagro de la Convención Constituyente lo atribuye a la Providencia. Él atribuye la creación del gobierno federal y la prosperidad de la república temprana a la Providencia... Me llamó la atención la frecuencia con la que en sus cartas se refiere a la Providencia, y es en la Providencia donde hay un sentido de diseño y propósito, lo que suena a me gusta mucho la religión... Desafortunadamente, este tema en particular se ha politizado mucho.
En 2012, el historiador Gregg Frazer argumentó que Washington no era un deísta sino un "racionalista teísta". Esta posición teológica rechazó las creencias fundamentales del cristianismo, como la divinidad de Cristo, la Trinidad y el Pecado original. Sin embargo, a diferencia de los deístas, los racionalistas teológicos creían en la eficacia de la oración a Dios.

## Muerte y entierro
En su lecho de muerte, Washington no convocó a ningún ministro ni sacerdote. Después de su muerte, fue enterrado según el rito de la Iglesia Episcopal, con el reverendo Thomas Davis, rector de la Iglesia de Cristo, Alexandria, oficiando. Los miembros de su logia también realizaron ritos masónicos.

### Leyenda de conversión al catolicismo en el lecho de muerte
Una leyenda sostiene que en su lecho de muerte, Washington convocó al sacerdote católico Leonard Neale a su casa, Mount Vernon. Se dijo que la noche antes de su muerte, varios de los esclavos de Washington fueron enviados a St. Thomas Manor en Maryland en bote de remos, donde encontraron a Neale, el superior de la Jesuita señorío. Tlo llevaron a Mount Vernon, donde escuchó la confesión del Sacramento de la Penitencia de Washington, bautizado condicionalmente y lo recibió en la Iglesia Católica. Un historiador católico del siglo XIX, Martin I. J. Griffin, concluyó que la veracidad de la leyenda era dudosa.

### Otras lecturas
- Allen, Brooke, Moral Minority: Our Skeptical Founding Fathers, Chicago: Ivan R. Dee, 2006, ISBN 1-56663-751-1
- Boller, Paul, George Washington & Religion, Dallas: Southern Methodist University Press, 1963, ISBN 0-87074-021-0
- Eidsmoe, John, Christianity and the Constitution (Grand Rapids, Missouri: Baker Books House Company, 1987)
- Holmes, David L., The Faiths of the Founding Fathers, Oxford University Press, 2006, ISBN 0-19-530092-0.
- Johnson, William J., George Washington the Christian, (Milford, Michigan: Mott Media 1919, 1976)
- Lillback, Peter, George Washington's Sacred Fire (Providence Forum, 2006).
- Lossing, Benson J., The Pictorial Field-Book of the Revolution (New York: Harper & Brothers, Franklin Square, 1859), Vol. II, p. 215.
- Muñoz, Vincent Phillip. "George Washington on Religious Liberty" Review of Politics 2003 65(1): 11–33. ISSN 0034-6705 Fulltext online at Ebsco.
- Novak, Michael On Two Wings: Humble Faith and Common Sense at the American Founding Encounter Books, 2003, ISBN 1-893554-68-6
- Peterson, Barbara Bennett. George Washington: America's Moral Exemplar, 2005, ISBN 1-59454-230-9.
- Tsakiridis, George. "George Washington and Religion" in the George Washington Digital Encyclopedia.
- The Writings of George Washington, Jared Sparks, editor (Boston: Ferdinand Andrews, Publisher, 1838), Vol. XII, pp. 399–411
- The Religious Opinions of Washington, E. C. M'Guire, editor (New York: Harper & Brothers, 1836).
- The Messages and Papers of the Presidents, James D. Richardson, editor (Published by the Authority of Congress, 1899), Vol. I, pp. 51–57 (1789), 64 (1789), 213-224 (1796), etc.